# George Le Guere
George Le Guere o George LeGuere, pseudonimo di George Mulally (Memphis, 17 luglio 1887 – New York, 21 novembre 1947), è stato un attore statunitense dell'epoca del muto.

## Filmografia
- The Bachelor's Romance (1915)
- The Commuters, regia di George Fitzmaurice (1915)
- The Blindness of Virtue, regia di Joseph Byron Totten (1915)
- Destiny: Or, The Soul of a Woman, regia di Edwin Carewe (1915)
- The Seventh Noon (1915)
- One Million Dollars, regia di John W. Noble (1915)
- The Turmoil, regia di Edgar Jones (1916)
- The Upstart
- The Blindness of Love, regia di Charles Horan (1916)
- The Evil Thereof, regia di Robert G. Vignola (1916)
- Envy, regia di Richard Ridgely (1917)
- Pride, regia di Richard Ridgely (1917)
- Greed, regia di Theodore Marston (1917)
- Sloth, regia di Theodore Marston (1917)
- Passion, regia di Richard Ridgely (1917)
- Wrath, regia di Theodore Marston (1917)
- The Seven Deadly Sins, regia di Theodore Marston e Richard Ridgely (1917)
- Strife, regia di Lambert Hillyer (1917)
- Cecilia of the Pink Roses, regia di Julius Steger (1918)
- The Passing of the Third Floor Back
- The Woman the Germans Shot, regia di John G. Adolfi (1918)
- The Birth of a Race, regia di John W. Noble (1918)
- La mano nell'ombra  (The Hand Invisible), regia di Harry O. Hoyt (1919)
- The Way of a Woman, regia di Robert Z. Leonard (1919)
- Blind Love, regia di Oliver D. Bailey
- Mama's Affair, regia di Victor Fleming (1921)
- Missing Millions, regia di Joseph Henabery (1922)
- The Dancing Town, regia di Edmund Lawrence  - cortometraggio (1928)
- Il sottomarino (Men Without Women), regia di John Ford
- Three Cornered Moon, regia di Elliott Nugent (1933)
- No Marriage Ties, regia di J. Walter Ruben (1933)
- Il gatto ed il violino (The Cat and the Fiddle), regia di William K. Howard (1934)